# قائمة أعلام البرتغال
هذه قائمة الأعلام المستخدمة في البرتغال.

## العلم الوطني
| العلم | التاريخ         | الاستخدام    | الوصف                                                        |
| ----- | --------------- | ------------ | ------------------------------------------------------------ |
|       | 30 يونيو 1911 – | العلم الوطني | مستطيل أخضر و‌أحمر به الشعار الوطني (ذات الحلق ودرع برتغالي). |

## أعلام حكومية
| العلم | التاريخ   | الاستخدام          | الوصف |
| ----- | --------- | ------------------ | --- |
|       | 1911–الآن | العلم الرئاسي      | مستطيل أخضر به الشعار الوطني. |
|       | 2006–الآن | علم مجلس الجمهورية | مستطيل أبيض (بنسبة 2:3) به الشعار متمركزًا في الوسط وحوله إطار أخضر. |
|       | 1972–الآن | علم رئيس الوزراء   | هذا العلم شبيه بالعلم الرئاسي، ولكن لونه أبيض وبه صليب تقاطعي أخضر وكذلك الشعار (ذات الحلق والدرع) بالمركز. يوجد إطار أحمر يحيط بالعلم به نمط من أوراق الغار الذهبية. وقد حل محل العلم السابق لوزير الدفاع. |
|       | 1911–الآن | علم وزاري          | نفس علم رئيس الوزراء ولكن بدون الإطار الأحمر. |
|       | 1911–1974 | علم وزير البحرية   | علم أبيض به صليب القديس جرجس الأخضر، وكذلك الشعار في المركز. ولأن منصب "وزير البحرية" قد أُلغي، فإن العلم غير مستخدم حاليًا.                                                                                  |
|       | 1952–الآن | علم وزير الدفاع    | العلم الوحيد الذي لا يتبع تقليد العلم الوطني. |
|       | 1911–1974 | علم وزير الحربية   | العلم منقسم رأسيًا مثل علم الجيش، ولكن به 5 نجوم بيضاء مُرتبين على شكل حلق. ولأن منصب "وزير الحربية" قد أُلغي، فإن العلم غير مستخدم حاليًا.                                                                     |
|       | 1911–؟    | علم الحاكم المدني  | ليس مستخدمًا منذ 2011 بحكم الأمر الواقع. |

## مناطق الحكم الذاتي
| العلم | التاريخ   | الاستخدام  | الوصف |
| ----- | --------- | ---------- | --- |
|       | 1979–الآن | علم الأزور | هذا العلم مماثل لعلم البرتغال المستخدم بين عامي 1830 و1910، عدا أن شعار البرتغال حل محله 9 نجوم خماسية متمركزة على قوس شبه دائري فوق باز ذهبي منمق (بالبرتغالية: Açor) - رمز جزر الأزور - موضعين على الخط الفاصل بين الشريطتين، وكذلك يوجد درع للبرتغال عند رأس العلم. |
|       | 1978–الآن | علم ماديرا | علم ثلاثي رأسي يتكون من اللونين الأزرق (يمين ويسار) والذهبي (وسط) به وسام المسيح أبيض بإطار أحمر في المركز. |

## عواصم المحافظات
لاحظ: هذه الأعلام لا تمثل عادةً المحافظات بحد ذاتها، ولكن البلديات فقط حيث توجد كل عاصمة.

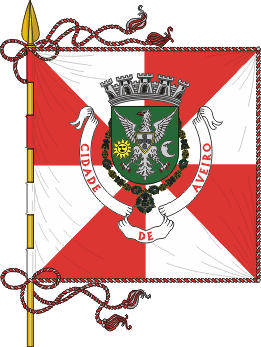
علم أفيرو
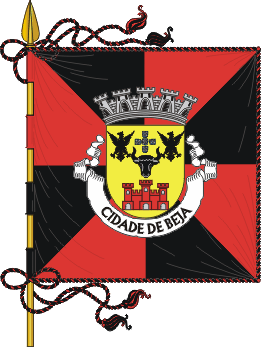
علم باجة
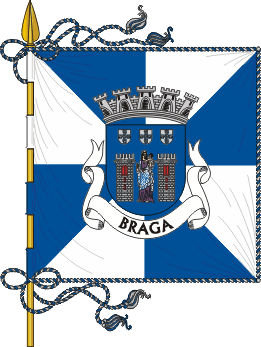
علم براغا
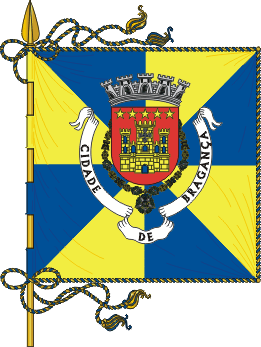
علم براغانزا
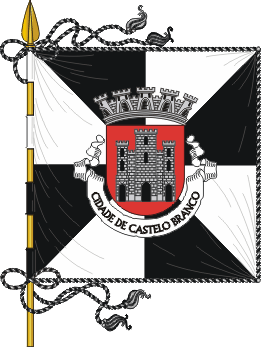
علم كاستيلو برانكو
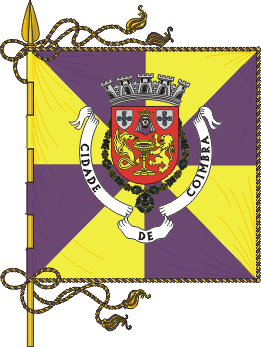
علم قلمرية
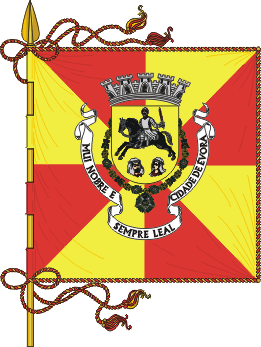
علم يابرة
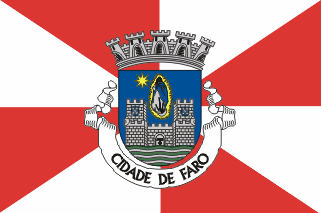
علم شنتمرية الغرب
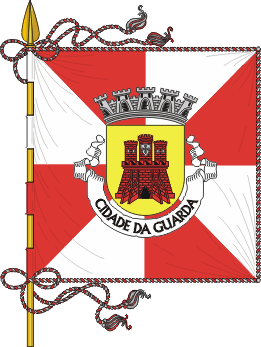
علم غوآردا
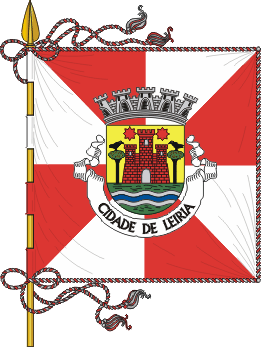
علم ليريا
علم لشبونة
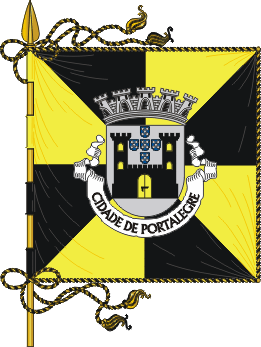
علم بورتاليغري
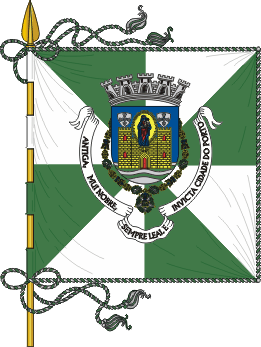
علم بورتو
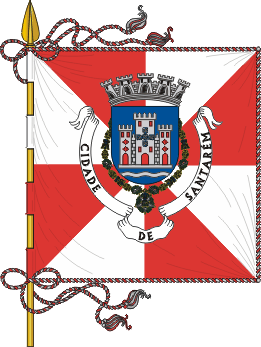
علم شنترين
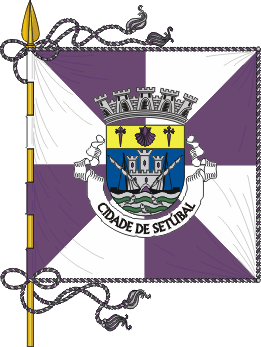
علم شطوبر
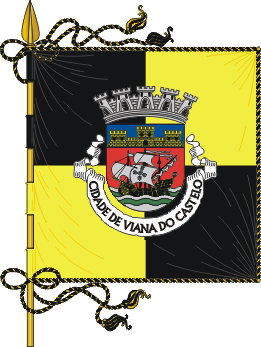
علم فيانا دو كاستيلو
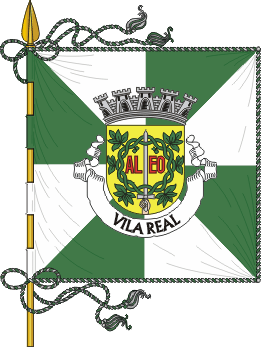
علم فيلا ريال
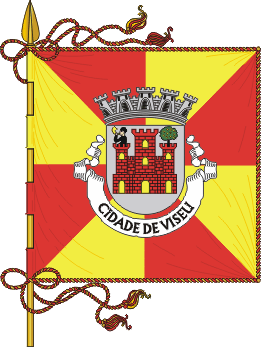
علم فيسيو

## أعلام عسكرية
| العلم | التاريخ         | الاستخدام                                 | الوصف |
| ----- | --------------- | ----------------------------------------- | --- |
|       | 30 يونيو 1911 – | الألوان الفوجية للقوات المسلحة البرتغالية | مربع منقسم بالتساوي ويتكون من اللونين الأخضر والأحمر به الشعار الوطني محاط بفسيلتين صفراوتين من نبات الغار متقاطعين بسيقانهما ومربوطين بمخطوطة بيضاء عليها بيت كامويس الشعري "هذا هو وطني الحبيب السعيد" (بالبرتغالية: Esta é a ditosa pátria minha amada) على أنها الشعار الوطني. |
|       | 30 يونيو 1911 – | العلم البحري للبرتغال                     | مربع أحمر محاط بإطار أخضر به الشعار الوطني في المركز. |

## أعلام تاريخية

### أعلام وطنية
| العلم | التاريخ             | الاستخدام                        | الوصف |
| ----- | ------------------- | -------------------------------- | --- |
|       | 711–1031            | راية الدولة الأموية و‌خلافة قرطبة | |
|       | 1084–1121           | راية الدولة المرابطية            | راية منقوش عليها الشهادتين                                                                                 |
|       | 1095–1143           |                                  | صليب أزرق على خلفية بيضاء (أو فضية) (افتراضًا - ظهر الافتراض في القرن 17).                                  |
|       | 1121–1237           | راية الموحدين                    | |
|       | 1143–1185           |                                  | علم أبيض (افتراضًا) به صليب أزرق به 5 دروع شعارات نبالة زرقاء كل منها عليها عدد من البيزنطات (العدد متغير). |
|       | 1185–1248           |                                  | مشابه للعلم السابق ولكن دون الصليب (الراية الأولى والشعار الملكي الأول تاريخيًا).                           |
|       | 1248–1385           |                                  | مشابه للعلم السابق ولكن بإطار أحمر عليه قلاع صفراء (العدد متغير).                                          |
|       | 1385–1485           |                                  | مشابه للعلم السابق ولكنه به صليب وسام أفيز أخضر.                                                           |
|       | 1485–1495           |                                  | علم أبيض به 5 دروع شعارات نبالة زرقاء كل منها عليها 5 بيزنطات بإطار أحمر به 8 قلاع صفراء.                  |
|       | 1495–1521           |                                  | |
|       | 1521–1578           |                                  | |
|       | 1578–1640           |                                  | |
|       | 1616–1640           | علم مُفترض                        | |
|       | 1640–1667           |                                  | |
|       | 1667–1706           |                                  | |
|       | 1706–1750 1826–1830 |                                  | |
|       | 1750–1816           |                                  | |
|       | 1816–1826           |                                  | |
|       | 1830–1910           | مستخدم على اليابسة               | علم ثنائي رأسي بلوني الأزرق والأبيض. نسبة اللونين: 1:1.                                                    |
|       | 1830–1910           | مستخدم في البحار                 | علم ثنائي رأسي بلوني الأزرق والأبيض. نسبة اللونين: 1:2.                                                    |

### أقاليم ما وراء البحار
| العلم | التاريخ   | الاستخدام | الوصف                              |
| ----- | --------- | --- | ---------------------------------- |
|       | 1975–1999 | علم حكومة ماكاو. أثناء الإدارة البرتغالية، مثَّل هذا العلم أيضًا إقليم ماكاو في المنتديات الدولية، مع أنه لم يكن العلم الرسمي لهذه المستعمرة البرتغالية. | علم أزرق فاتح به شعار حكومة ماكاو. |
|       |           | علم إقليم ماكاو، علم إحدى الحكومتين المحلتين وفي المناسبات الرياضية. هذا هو العلم المستخدم أثناء التسليم إلى الصين في 1999.                           | علم أزرق فاتح به شعار إقليم ماكاو. |